# Frans Julius Johan van Eysinga (1818-1901)

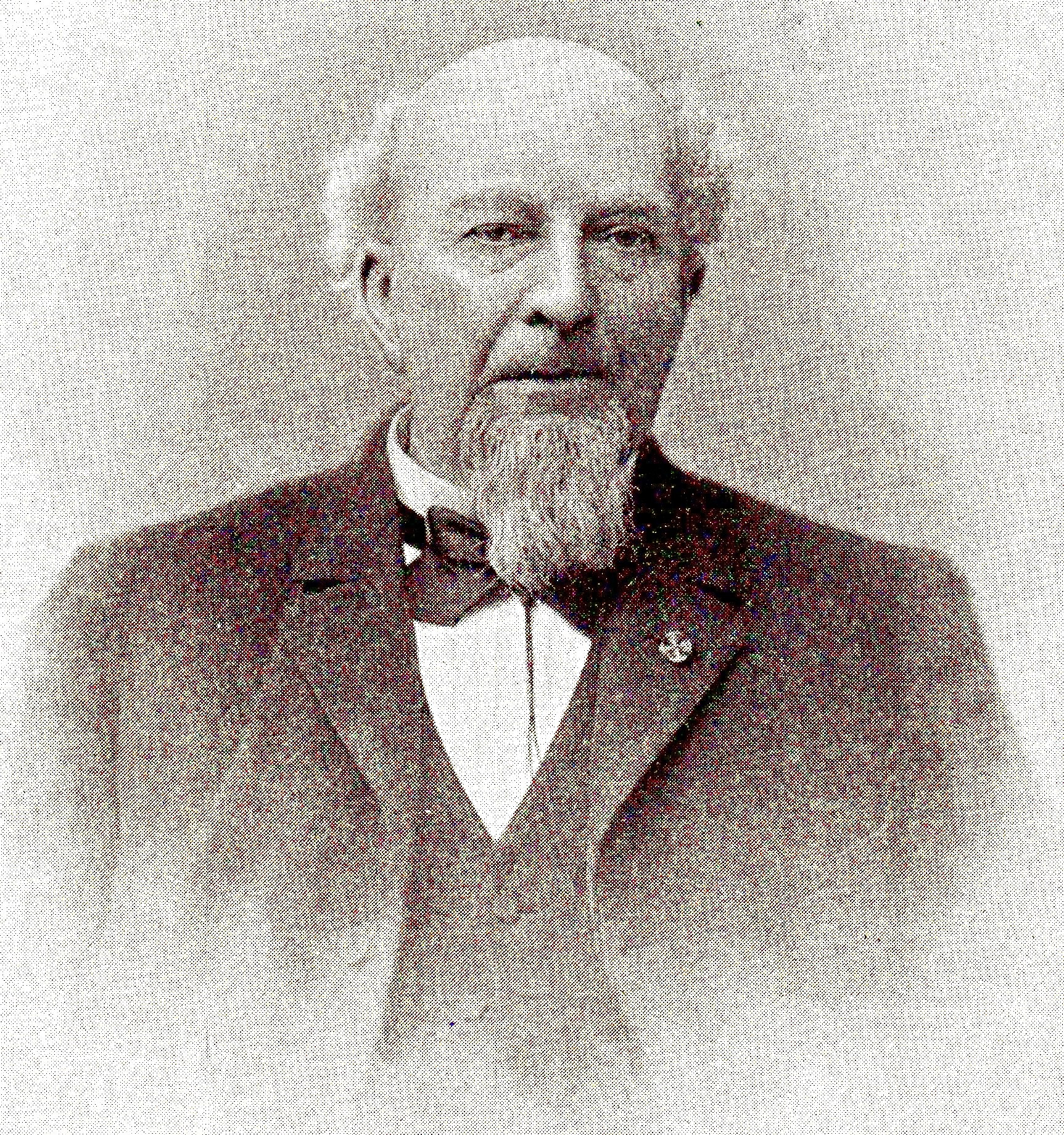
Frans Julius Johan van Eysinga.

Jhr. Frans Julius Johan van Eysinga (Wommels (Frl.), 31 december 1818 – Leeuwarden, 16 april 1901) was een Nederlands politicus.
Van Eysinga, telg uit het geslacht Van Eysinga, was een rijke Friese edelman die parlementair recordhouder is wat zittingsduur betreft. Hij maakte 44 jaar deel uit van de Eerste Kamer. Hij was ook acht jaar voorzitter van de Senaat(van mei 1880 tot mei 1888). Naast zijn Kamerlidmaatschap was hij landeigenaar en rechter, en bekleedde hij diverse functies op waterstaatkundig gebied. Hij was een typische regiovertegenwoordiger, die steeds oog had voor de belangen van Friesland. Hij speelde in 1868 een belangrijker rol bij de pogingen om de politieke crisis op te lossen. Van Eysinga had grote belangstelling voor de Friese geschiedenis en cultuur en was beschermheer van diverse verenigingen op dat gebied.
Zijn zoon Idzerd Frans van Humalda van Eysinga was later lid van de Tweede Kamer voor de Kappeynianen.